# Aeroportul Hemet-Ryan
Aeroportul Hemet-Ryan (IATA: HMT, ICAO: KHMT, FAA LID: HMT) este un aeroport din California, Statele Unite ale Americii ce deservește zona Hemet⁠(d). A fost numit după zona deservită.
Situat la o altitudine de 461 m, aeroportul dispune de 1 pistă.

## Infrastructură

### Piste
Aeroportul dispune de o singură pistă. Pista 05/23 are suprafața de asfalt și dimensiunile 4.314 picioare × 100 picioare. 